# Instandhaltung der ICE-Züge

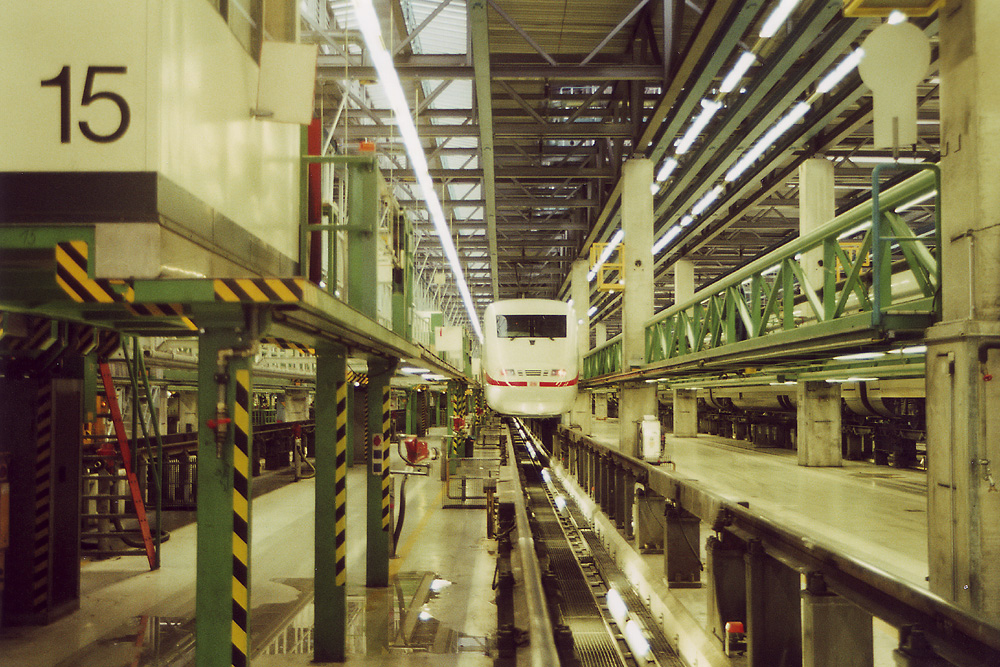
ICE-Werk München mit ICE 1

Die Instandhaltung der ICE-Züge der Deutschen Bahn erfolgt in acht deutschlandweit verteilten Betriebswerken (plus einem in Basel) nach einem gegenüber früheren Fahrzeugen weiterentwickelten Konzept. Die Instandhaltung gemäß ECM ist EU-weit in Durchführungsverordnung (EU) 2019/779 verankert.
Die DB beschäftigte in den neun ICE-Werken Anfang 2025 nach eigenen Angaben rund 5500 Mitarbeiter.

## Geschichte
Mit Inbetriebnahme der ersten ICE-Züge (ICE 1) im Jahr 1991 wurde auch ein grundlegend neues Instandhaltungskonzept für die neuen Paradezüge eingeführt. So werden die Züge auch in der Instandhaltung in der Regel nicht getrennt und auf mindestens drei Ebenen gleichzeitig − unterhalb des Fahrzeugs, auf Einstiegshöhe sowie im Dachbereich − gewartet. Die Standzeit bei kurzen Werkstattaufenthalten soll dabei nur eine Stunde betragen und überwiegend nachts stattfinden. Als weitere wesentliche Neuerung gilt die Funk-Vormeldung der im rechnergestützten Diagnosesystem hinterlegten Mängel per Datenfernübertragung noch während der Fahrt. Am 1. August 1987 stimmte der Bundesverkehrsminister, neben der Beschaffung von 41 Serien-ICEs, auch der Errichtung der notwendigen Wartungseinrichtungen zu. Bereits im November 1986 war die Entscheidung gefallen, das erste ICE-Betriebswerk aus personal- und strukturpolitischen Gründen in Hamburg zu errichten.
Zur Aufnahme des ICE-Betriebs war für die Züge der ersten ICE-Linie planmäßig bei einer Wendezeit am Bahnhof Hamburg-Altona von 109 Minuten ein sechzigminütiger Aufenthalt im Bahnbetriebswerk Hamburg-Eidelstedt vorgesehen.
Die regelmäßige Wartung der über 330 ICE-Züge erfolgt in neu errichteten oder speziell für den ICE ertüchtigten Betriebswerken in Basel, Berlin, Dortmund, Frankfurt am Main, Hamburg, Köln, Leipzig und München. In den Werken Basel, Dortmund und Köln werden dabei in den umlaufbedingten Wendezeiten kleinere Maßnahmen wie Laufwerksuntersuchungen und Entstörungsmaßnahmen vorgenommen sowie die Vorräte ergänzt bzw. WC- und Küchenabwasser entsorgt.
Hauptuntersuchungen sowie Beseitigungen von Unfallschäden erfolgen in den Ausbesserungswerken Krefeld-Oppum und Nürnberg.
Das Nürnberger Instandhaltungswerk sollte, nach einem Plan zur Reorganisation der Instandhaltung von 2001, langfristig sich auf den ICE konzentrieren. Wenig später war die Schließung des Werkes für das Jahr 2003 vorgesehen; die schwere Instandhaltung sollte demnach ausschließlich im Werk Krefeld erfolgen. Das dreigleisige ICE-Werk Krefeld ging 2003 in Betrieb. Seine Kapazität liegt bei 54 ICE-Revisionen pro Jahr, für die jeweils zehn Arbeitstage und 3500 bis 4000 Fertigungsstunden benötigt werden.

## Beheimatung
Die ICE-Züge sind, gegliedert nach Baureihen, in den Werken Berlin, Frankfurt, Hamburg und München beheimatet. Diese Werke tragen die technische Verantwortung für die jeweiligen Fahrzeuge und planen die jeweiligen Fahrzeugeinsätze. Sie verantworten auch die Einhaltung der Wartungsintervalle.
Die Züge bzw. Baureihen sind wie folgt beheimatet:
- Berlin: ICE 2
- Frankfurt: ICE 3M (BR 406), ICE 3 MS (BR 407), ICE 3 Neo (BR 408), ICE T5 (BR 415)
- Hamburg: ICE 1, ICE TD, ICE 4
- München: ICE 3 (BR 403), ICE T7 (BR 411)

## Wartungsintervalle
Das Wartungskonzept der Züge umfasst sieben Stufen (Stand: 2013):
1. Alle 8.000 Kilometer wird eine etwa eineinhalbstündige[12] Inspektion vorgenommen. Die Sammelbehälter der WCs werden entleert und Frischwasser nachgefüllt. Auch werden akute Mängel (zum Beispiel nicht schließende Zwischentüren) repariert. Zusätzlich werden sicherheitsrelevante Wartungsarbeiten durchgeführt. Dazu gehören die Kontrolle der Trafoanlage auf Feuchtigkeit und der Stromabnehmerwippe auf Verschleiß. Auch eine Laufwerkskontrolle wird im Rahmen dieser Inspektion vorgenommen.
2. Alle 24.000 Kilometer kommt es zur sogenannten etwa zweieinhalbstündigen Nachschau. Dabei werden zusätzlich die Bremsen, die Systeme der Linienzugbeeinflussung sowie der Gleitschutz geprüft.
3. Nach 144.000 Kilometern kommt es zur so genannten Inspektionsstufe 1. In zwei je achtstündigen Modulen wird dabei eine Bremsrevision ebenso vorgenommen wie eine Prüfung von Klimaanlage, Kücheneinrichtung, Sitzen, Batterien und des Fahrgastinformationssystems.
4. Nach 288.000 Laufkilometern werden im Rahmen der Inspektionsstufe 2 zusätzlich Fahrmotoren, die Lager und Wellen der Radsätze sowie die Kupplungen geprüft. Den Zeitaufwand für diese Stufe gibt die Deutsche Bahn mit zweimal acht Stunden an.
5. Etwa jedes Jahr (nach 576.000 Kilometern) steht die dreimal acht Stunden umfassende Inspektionsstufe 3 an. Sie umfasst zusätzlich Prüfungen an den Luftpressern und der Trafo-Kühlung sowie Arbeiten im Fahrgastraum.
6. Im Rahmen der 1. Revision werden nach 1,2 Millionen Kilometern alle weiteren Komponenten des Zuges untersucht. Dafür sind zweimal fünf Tage angesetzt.
7. Im Rahmen der 2. Revision werden nach 2,4 Millionen Kilometern die Drehgestelle getauscht und viele weitere Komponenten zerlegt. Der Zeitaufwand liegt ebenfalls bei zweimal fünf Tagen.

Im Rahmen eines 2004 begonnenen Projekts wurde die Laufleistung, nach der eine Revision IS 600 vorgenommen wird, von ehemals 1,4 auf 1,65 Millionen Lauf-Kilometer bei ICE-2-, ICE-3- und ICE-T-Zügen erhöht. Bis Dezember 2006 wurde für die meisten Bauteile darüber hinaus das Grundintervall für Fristarbeiten von 72.000 auf 144.000 Lauf-Kilometer verdoppelt.
Seit 2005 unterliegt die ICE-Wartung der so genannten Integrierten Instandhaltung, dem 1998 eingeführten zentralen Instandhaltungssystem der Deutschen Bahn.

## Standorte

### Basel
Das Betriebswerk Basel von DB Fernverkehr nimmt Wartungsarbeiten an ICE-Zügen aller Generationen vor. Das Werk besitzt eine Werkshalle mit insgesamt 6 Behandlungsgleisen und einer Gesamtlänge von 650 Meter sowie zwei Außenbehandlungsgleisen mit 400 Meter Länge.

### Berlin

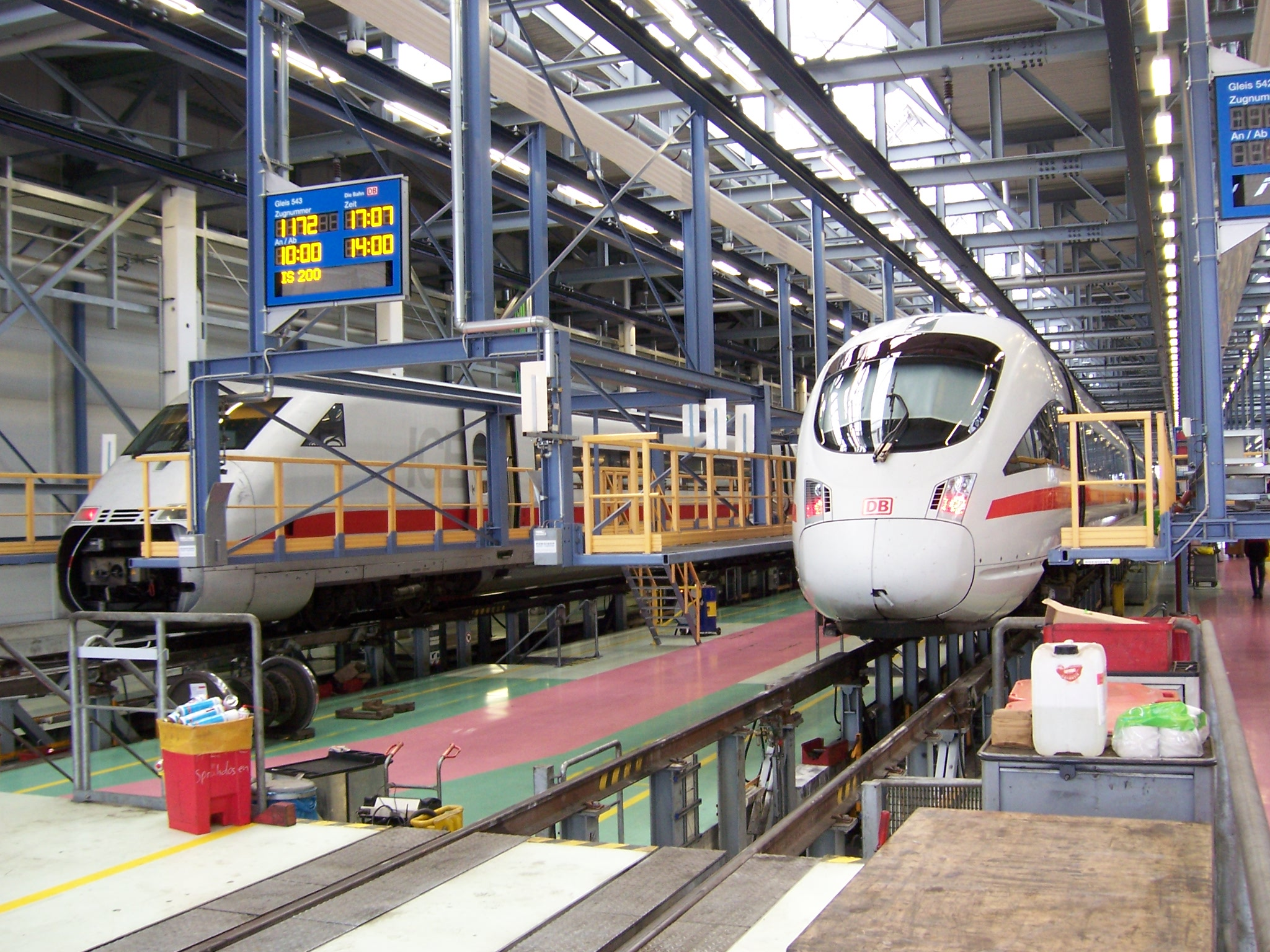
ICE-Werk Berlin-Rummelsburg Triebzuganlage

Am Betriebsbahnhof Berlin-Rummelsburg ging 1998 eine zweigleisige Halle als drittes Werk zur ICE-Wartung in Betrieb. Nach einer Bauzeit von 16 Monaten folgte im Januar 2002 eine zweite Ausbaustufe. Dabei wurde eine neue 256 Meter lange Halle mit drei Werkstattgleisen in Betrieb genommen; das Investitionsvolumen lag bei rund 30 Millionen Euro. Mit der Erweiterung konnte die gesamte ICE-2-Flotte (44 Triebzüge) in Berlin beheimatet werden. Bis Anfang 2002 wurden insgesamt 180 Millionen Euro in den Standort investiert. (Eine andere Quelle spricht von einer Übertragung der ICE-2-Flotte von München nach Berlin zum 1. Juni 2000)
Mit dem Ausbau, der auch eine fünfgleisige Ausfahr-Abstellanlage in Karlshorst beinhaltete und ursprünglich bereits im Mai 2001 abgeschlossen werden sollte, stieg die Kapazität des Werkes von 40 auf 60 Triebzüge pro Tag. Zu diesem Zeitpunkt umfasste das Werk zwei Hallen mit insgesamt fünf Werkstattgleisen, fünf Außenbehandlungsgleise sowie eine Außenreinigungsanlage, eine Radsatzdiagnoseanlage sowie eine Radsatzdrehbank.
In dem Betriebswerk arbeiteten 2008 rund 800 Mitarbeiter. Von den wöchentlich rund 590 in Rummelsburg behandelten Fahrzeugen sind fast 400 ICEs der Typen ICE 1, ICE 2, ICE T. Die ICE 2 sind seit 2000 in dem Werk beheimatet. Ab Dezember 2007 wurde – bis zu deren Abstellung – auch ein Teil der ICE-TD-Flotte in Berlin instand gehalten.
Das Werk ICE-Werk Rummelsburg II wird in zwei Ausbauphasen für die Wartung des ICE 4 erweitert. Die Fahrzeughalle wird dazu auf 420 m verlängert. Der Ausbau begann im Dezember 2017.
In Berlin-Schönholz, nahe dem Bahnhof Berlin Gesundbrunnen, soll ab 2026 ein „ICE-Boxenstopp“ mit acht je 400 m langen Gleisen entstehen, an dem u. a. kleinere Reparaturen durchgeführt werden sollen.

### Cottbus
In Cottbus errichtete die Deutsche Bahn das erste Werk für die schwere Instandhaltung der ICE 4. Es besteht aus zwei Hallen. Der Spatenstich für die zweigleisige und 445 Meter lange Halle 2 wurde am 10. Mai 2022 gefeiert und Anfang August 2023 der Gleisanschluss hergestellt. Die Halle wurde am 11. Januar 2024 durch Bundeskanzler Olaf Scholz, Brandenburgs Ministerpräsident Dietmar Woidke und dem DB-Vorstandsvorsitzenden Richard Lutz eröffnet.
Mitte 2023 lief die Bürgerbeteiligung im Rahmen des Planfeststellungsverfahrens für die viergleisige und 570 Meter lange Halle 1 mit dem Ziel der Inbetriebnahme im Jahr 2026. Die Bauarbeiten an der zweiten, viergleisigen und 500 m langen Halle begannen im März 2024. Nach Fertigstellung beider Hallen sollen 1200 Mitarbeiter beschäftigt werden. Insgesamt soll auf Basis des Investitionsgesetzes Kohleregionen eine Milliarde Euro investiert werden.
Die Anlage findet auch international Beachtung.

### Dortmund-Hafen
Auf dem Gelände des brachliegenden Dortmunder Rangierbahnhofs im Dortmunder Stadtbezirk Innenstadt Nord, westlich des namensgebenden Hafens, wird ein neues Betriebswerk für DB Fernverkehr mit einer 480 Meter langen Werkshalle mit vier Gleisen geplant, in dem weitestgehend alle Baureihen der DB Fernverkehr instand gehalten werden können. Gleichzeitig entsteht eine Abstellanlage sowie eine Behandlungsanlage für die Reinigung, Ver- und Entsorgung und Entstörung außerhalb der Werkshalle. Täglich sollen bis zu 17 ICE-Züge behandelt werden.
Anfang Dezember 2022 wurden die Planfeststellungsunterlagen beim Eisenbahn-Bundesamt eingereicht.
Die Deutsche Bahn plant mit Kosten von 400 Millionen Euro, bis zu 500 neuen Arbeitsplätzen und einer Inbetriebnahme im Juni 2027.

### Dortmund-Spähenfelde
Im Betriebswerk Dortmund können drei ICE-Züge parallel in einer rund 300 Meter langen Halle gewartet werden.
Ende 2002 wurde das Betriebswerk Dortmund-Spähenfelde, in dem bis zuvor Reisezugwagen gewartet worden waren, zum bundesweit fünften Standort, in dem ICE-Züge gewartet werden. Etwa 50 Millionen Euro wurden für eine entsprechende Umrüstung ab November 2001 investiert. Nach der Betriebsaufnahme wurden Fristarbeiten und kleinere Instandhaltungstätigkeiten an rund 20 ICE-3-Triebzügen pro Nacht durchgeführt.
Mitte 2001 wurde der Umbau des Werkes für ICE-Wartung bekannt, nachdem Dortmund als nördlicher Endpunkt verschiedener, ab 2002 über die Schnellfahrstrecke Köln–Rhein/Main verkehrende ICE-3-Züge vorgesehen war. In Dortmund sollten kleinere Instandhaltungsmaßnahmen durchgeführt sowie die Züge abgestellt und gewaschen werden können. Dabei war von Investitionen in Höhe von knapp 100 Millionen DM und einer dreijährigen Bauzeit ausgegangen worden. Am 4. Juli 2001 hatte der Aufsichtsrat der DB AG den Ausbauplänen zugestimmt.

### Frankfurt am Main
Das seit mindestens 1938 bestehende Werk umfasst 13 Werkstattgleise, sieben Gebäude und eine Gesamtfläche von rund 100.000 m². Die ICE-Wartung erfolgt dabei heute auf drei fest dem Fernverkehr zugeordneten Gleisen. Zwei weitere Gleise werden wechselweise von DB Regio (tags) und durch den Fernverkehr (nachts) genutzt.
In Frankfurt-Griesheim entstand auf dem Gelände des Bahnbetriebswerk Frankfurt-Griesheim das vierte ICE-Betriebswerk. Der südliche Teil der bestehenden Wartungshalle wurde dazu, bei geplanten Kosten von 35 Millionen D-Mark, umgebaut. Gleichzeitig entstand in Frankfurt-Höchst, auf der Nordseite des alten Güterbahnhofs, eine ICE-Waschanlage. Der Werkteil der ICE-Instandhaltung ging am 27. April 2000 in Betrieb. Zunächst waren 120 Mitarbeiter für die Wartung der 13 ICE 3M und 11 ICE T5 zuständig. Die Außenreinigungsanlage sollte im Frühsommer gleichen Jahres folgen. Insgesamt sollten, einschließlich einer neu strukturierten Reisezug-Instandhaltung, 40 Millionen DM investiert werden. Anfang Oktober 2000, etwas später als ursprünglich geplant, wurden die zehn abgenommenen ICE-T5-Züge in Frankfurt-Griesheim stationiert.
Ab 2006 entstanden zwei zusätzliche aufgeständerte Gleise für die Wartung von ICEs und Zügen des Nahverkehrs sowie eine Unterflurdrehbank. Im gleichen Jahr ging auch eine Mehrspannungsanlage für verschiedene europäische Stromsysteme in Betrieb. Die 2,2 Millionen Euro teure Anlage erlaubt, auf zwei 300 Meter langen Gleisabschnitten zwischen vier verschiedenen Bahnstromsystemen zu wählen und kurzzeitige Testfahrten unter Last zu absolvieren. Sie war zum Zeitpunkt ihrer Inbetriebnahme die einzige ihrer Art in Europa. Die Mehrsystemfahrzeuge der Baureihen 406 (ICE 3) und die schweiztauglichen ICEs (Triebzüge 1180 bis 1184) der Baureihen 411 (ICE-T) waren hier beheimatet.
Ende 1999 beauftragte die Deutsche Bahn den Bau einer vollautomatischen Waschanlage für ICE- und andere Fernzüge am Betriebsbahnhof Frankfurt-Höchst.
Für die Instandhaltung der 15 ab 2011 zur Auslieferung anstehenden ICE-3-Züge der Baureihe 407 entstand am bestehenden Standort eine zusätzliche Halle mit drei Gleisen. Der Standort Frankfurt ging aus Untersuchungen hervor, die 2007 aufgenommen worden waren. Der Baubeginn für die 10 Meter hohe, 35 Meter breite und 238 Meter lange Erweiterung wurde am 9. Juli 2010 gefeiert. Die Wartung der Züge findet auf sechs Ebenen statt, die Kosten der Erweiterung belaufen sich auf 40 Millionen Euro. Etwa 100 Mitarbeiter sollen in der neuen Anlage arbeiten. Auf einer geplanten neuen Hebeanlage können erstmals alle 56 Achsen eines 200 Meter langen ICE-Zugs gleichzeitig angehoben werden. Ein Novum ist auch ein Prüfraum für Klimaanlagen.
Der neue Werksteil wurde am 5. Dezember 2011 eingeweiht.
Im November 2019 kündigte die DB an, das Werk Frankfurt-Griesheim zu erweitern.

### Hamburg

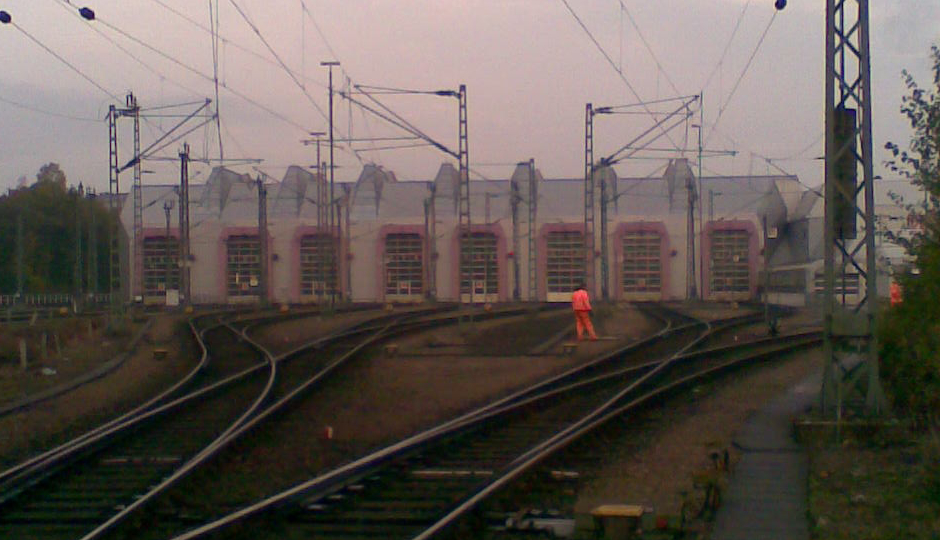
ICE-Betriebswerk Hamburg-Eidelstedt (2010)

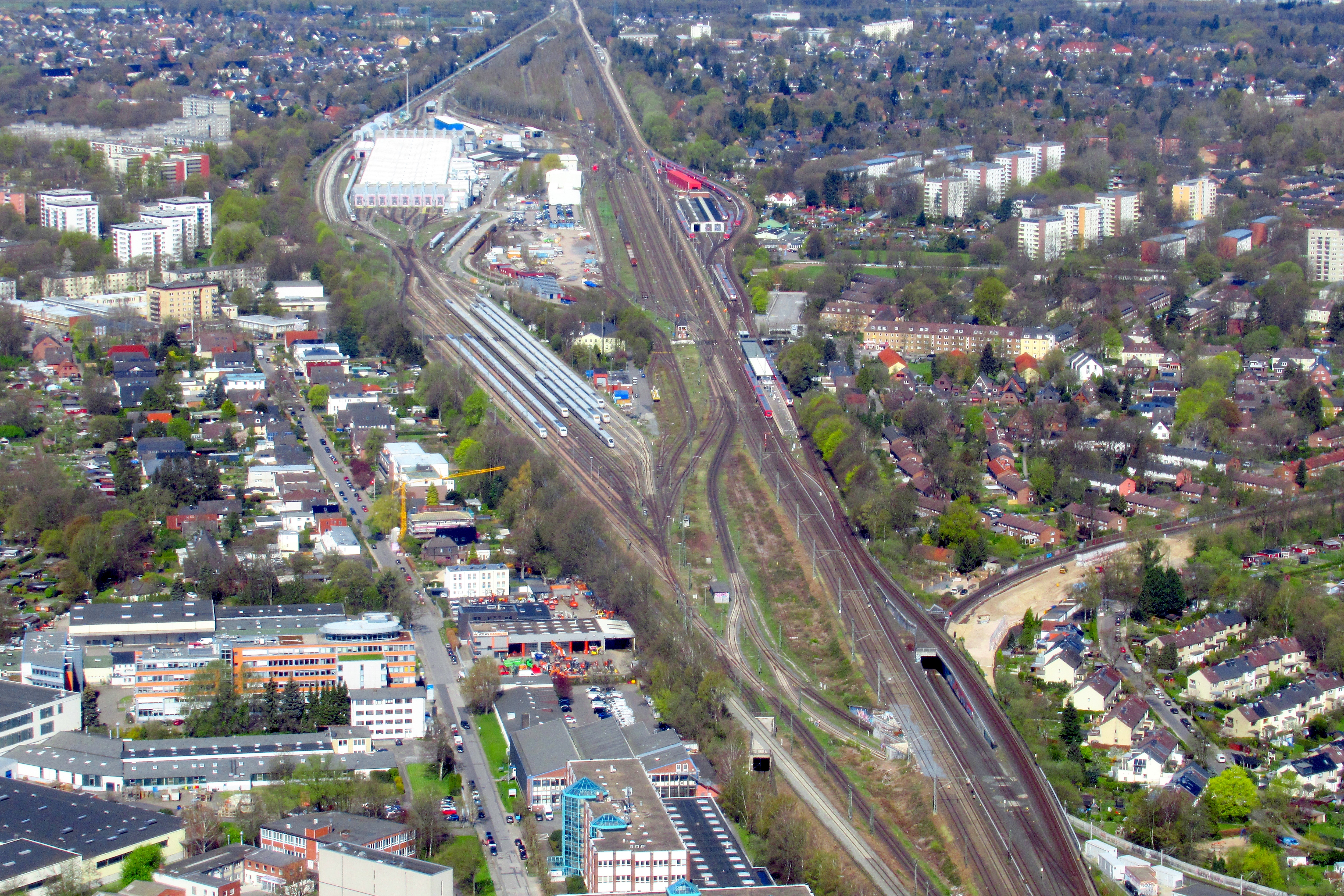
Luftaufnahme des Werkes (2023)

In der Vorplanung für ein neu zu errichtendes ICE-Betriebswerk wurden als Standorte in den 1980er Jahren München und Hamburg diskutiert. Im April 1987 beschloss der Vorstand der damaligen Deutschen Bundesbahn das für den ICE-Betrieb notwendige Betriebswerk in Hamburg zu errichten. Der Standort setzte sich gegen München durch. Die Grundsteinlegung erfolgte am 20. Oktober 1988 unter Anwesenheit von 1000 Eidelstedter Bürgern. Ebenfalls errichtet wurde eine Außenreinigungsanlage, die die Züge mit eigener Kraft durchfahren. Die geplanten Baukosten beliefen sich auf etwa 200 Millionen D-Mark, etwa zwölf Millionen D-Mark waren für Maßnahmen des Umweltschutzes eingeplant worden.
Die offizielle Inbetriebnahme erfolgte am 22. September 1990. Ende 1990 wurde der Probebetrieb auf zwei von acht Gleisen aufgenommen. Insgesamt wurden 300 Millionen D-Mark (Preisstand: vor 1991) investiert. Zur Eröffnung arbeiteten 730 Menschen in dem Werk, darunter 410 Reinigungskräfte, 130 Metallfacharbeiter, 150 Mitarbeiter für die Datenverarbeitungs-Technik der Züge sowie 40 Ingenieure und Führungskräfte. Die Neubauhalle wurde die nach dem Stand der Technik mit Unterflurdrehbank und Luftkissenfahrzeugen für den Drehgestelltausch ausgestattet.
In der 430 Meter langen und 65 Meter breiten ICE-Halle können bis zu acht ICE-Vollzüge mit bis zu zwei Triebköpfen und vierzehn Wagen gleichzeitig gewartet werden. Die Wartung findet dabei auf drei Arbeitsebenen statt.
Seit Aufnahme des ICE-Betriebes im Juni 1991 sind die ICE-1-Triebzüge in Hamburg beheimatet. Mit der Aufnahme des ICE-Verkehrs nach Dänemark wurden die ICE TD vom Betriebswerk Hof nach Hamburg umbeheimatet.
Am 28. April 2006 ging in Hamburg-Langenfelde eine neue Innenreinigungsanlage mit einem 390 Meter langen Bahnsteig sowie eine Außenreinigungsanlage in Betrieb.
Das Werk ist Leitwerk für die Instandhaltung des ICE 4, beschäftigt rund 1300 Mitarbeiter und wird ausgebaut. Der Neubau einer entsprechenden Halle wurde im April 2020 genehmigt. Bis 2026 sollen rund 170 Millionen Euro in den Um- und Ausbau der Werke Eidelstedt und Langenfelde investiert werden.

### Hannover
Das ursprünglich auf Reisezugwagen spezialisierte Werk hält seit 2020 nach einem Umbau auch Triebzüge des ICE-T instand. Die Instandhaltung erfolgt auf zwei etwa 200 m langen Gleisen, bei denen im Rahmen des Umbaus auch eine Oberleitung installiert wurde. Das Werk wartet weiterhin die Intercity-Wagen. Im April 2024 begann symbolisch ein bis 2026 vorgesehener Ausbau des Werks. Zukünftig sollen sechs statt drei Züge pro Tag gewartet werden können, darunter auch der ICE L. Die bestehende Halle soll dazu um 70 auf 292 m verlängert werden.

### Hof
Angesichts einer Präsentation eines ICE-TD-Zuges in Hof gab die Deutsche Bahn am 22. April 2000 bekannt, die Züge zukünftig in Hof zu warten. Zuvor war erwartet worden, dass das ICE-Werk München diese Aufgabe übernehmen würde.
In einer ersten Baustufe wurden die Werksanlagen für 1,26 Millionen DM hergerichtet. In Hof sollten die Züge auch gewaschen und betankt werden.
Nach Einstellung des ICE-TD-Verkehrs auf der Franken-Sachsen-Magistrale und Umbeheimatung der Züge findet in Hof keine Instandhaltung von ICE-Fahrzeugen mehr statt.

### Köln

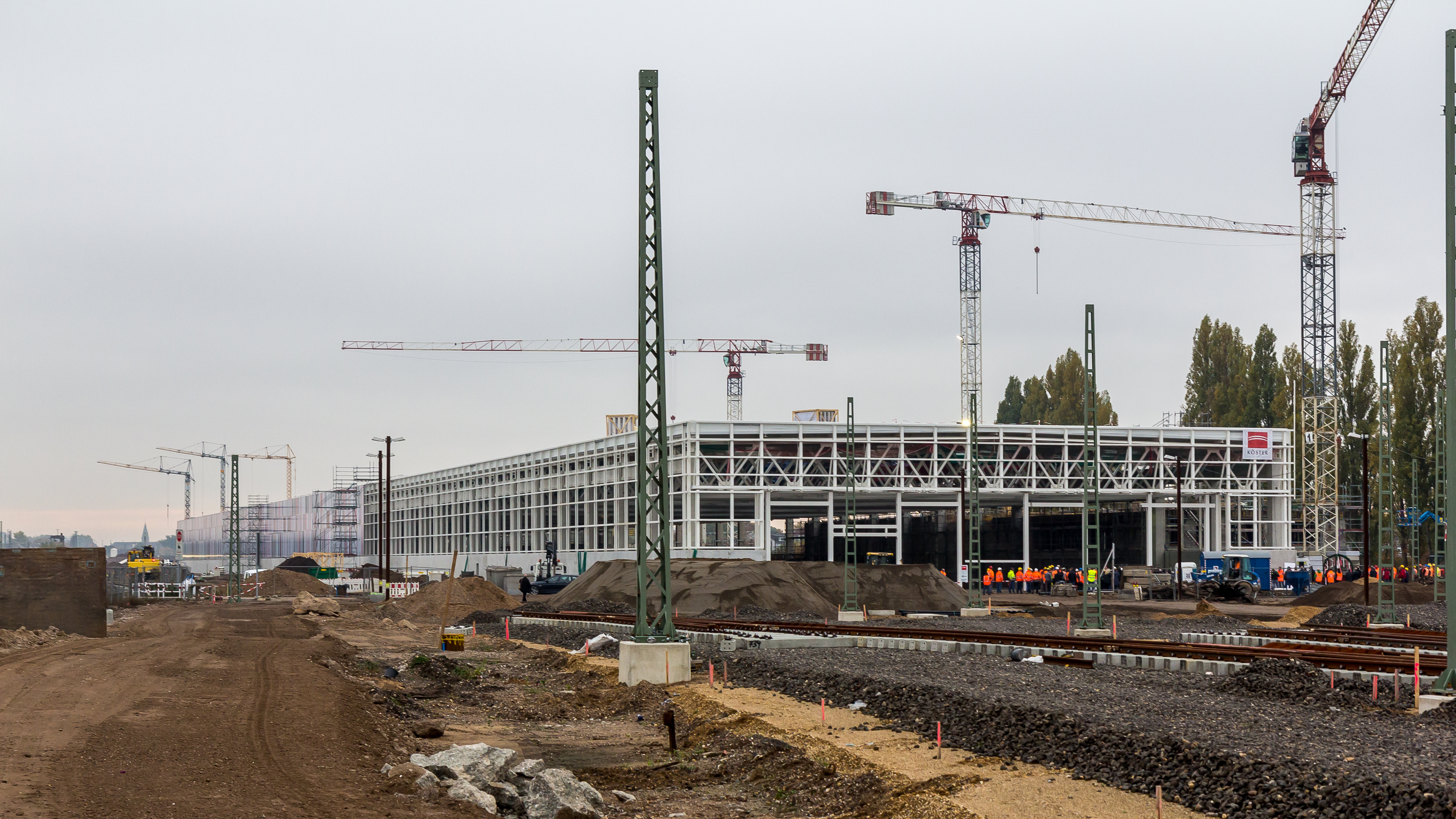
Richtfest ICE-Instandhaltungswerk Köln-Nippes, Oktober 2016

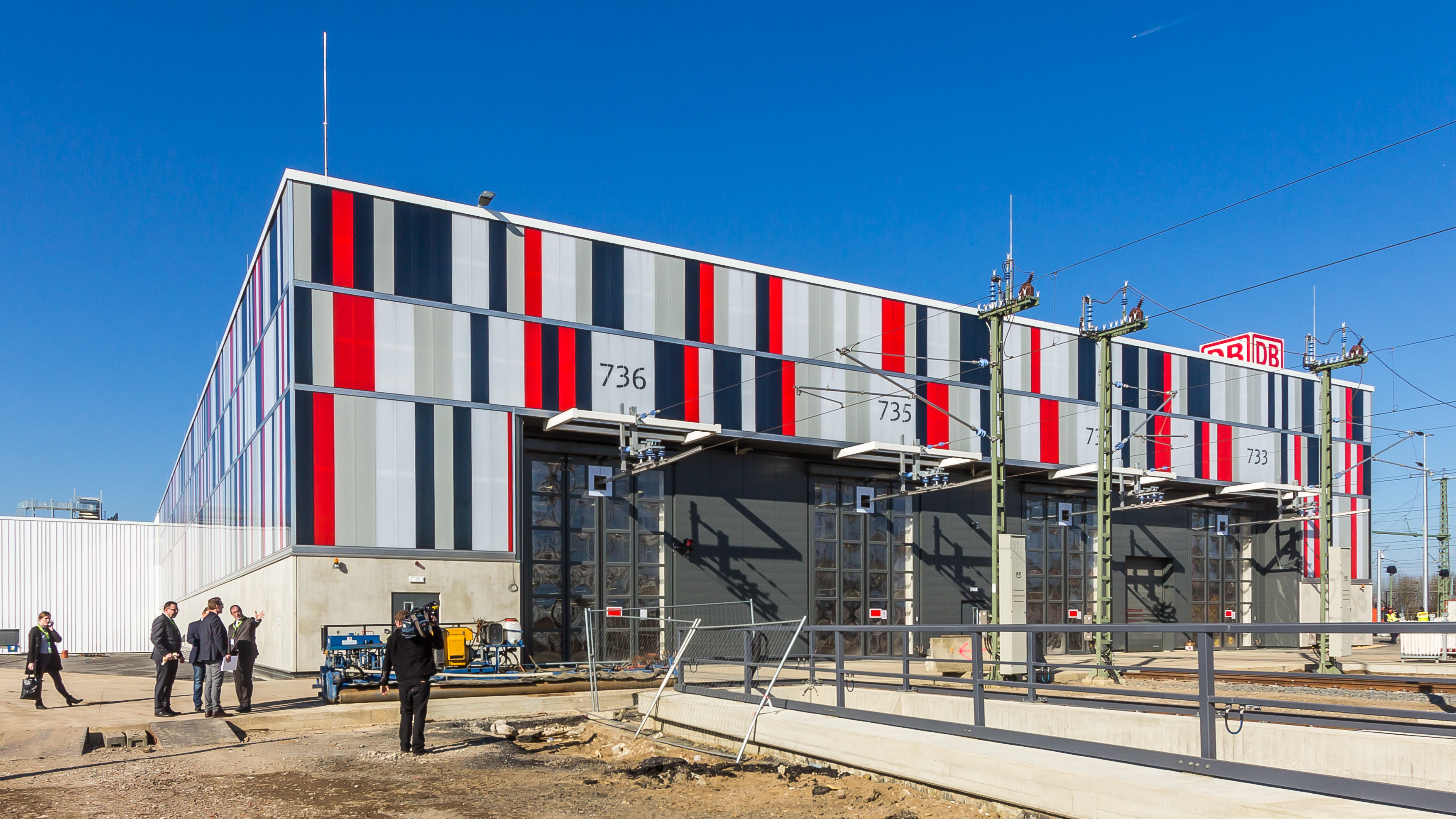
Das neue ICE-Werk Köln (Februar 2018)

Im Betriebswerk Köln werden ICE 2, ICE 3 und ICE T instand gehalten. Hier warten etwa einhundert Mitarbeiter im Drei-Schicht-Betrieb auf 220 Meter langen Gleisen etwa sechs bis acht Züge pro Nacht. Ab Dezember 2007 wurde ein zusätzliches, 220 Meter langes ICE-taugliches Werkstattgleis errichtet.
In Köln-Nippes erfolgte am 16. November 2015 auf dem Gelände des ehemaligen Güterbahnhofes der erste Spatenstich für ein neues ICE-Werk. Die Fertigstellung war bis 2017 geplant. Es ist beabsichtigt, neben allen aktuellen ICE-Baureihen auch ICE-4-Züge zu warten.  Pro Nacht sollen 7 bis 13 ICE-Züge aller Baureihen gewartet werden. Errichtet wurde eine 443 Meter lange Halle mit vier Gleisen, einer Innen- und einer Außenreinigungsanlage sowie einer Unterflurradsatzdrehbank. Durch den Einsatz von Geothermie und Photovoltaik soll das Werk vollständig CO2-neutral arbeiten. Im Juli 2018 wurde das Werk für die innovative Nutzung einer Wärmepumpenheizung ausgezeichnet. Zum Einsatz kommt eine Großwärmepumpe mit einer Leistung von 4,9 MW; auf dem Dach befindet sich eine Photovoltaikanlage mit 300 kW.
Das Werk wurde im Februar 2018 eröffnet. 220 Millionen Euro wurden investiert. 400 Mitarbeiter sind in dem Werk beschäftigt. Gearbeitet werden soll vor allen Dingen zwischen 18 und 6 Uhr. Mit dem neuen Werk wurde die Wartungskapazität um 12 Prozent gesteigert. Das bestehende Betriebswerk bleibt erhalten und fortan kurz wendenden Zügen dienen. Täglich werden bis zu 17 Hochgeschwindigkeitszüge gewartet.
Das Werk litt Ende 2018 unter Personalmangel, die Instandhaltung des ICE 4 erfolgt mit Unterstützung von Siemens-Personal.

### Leipzig

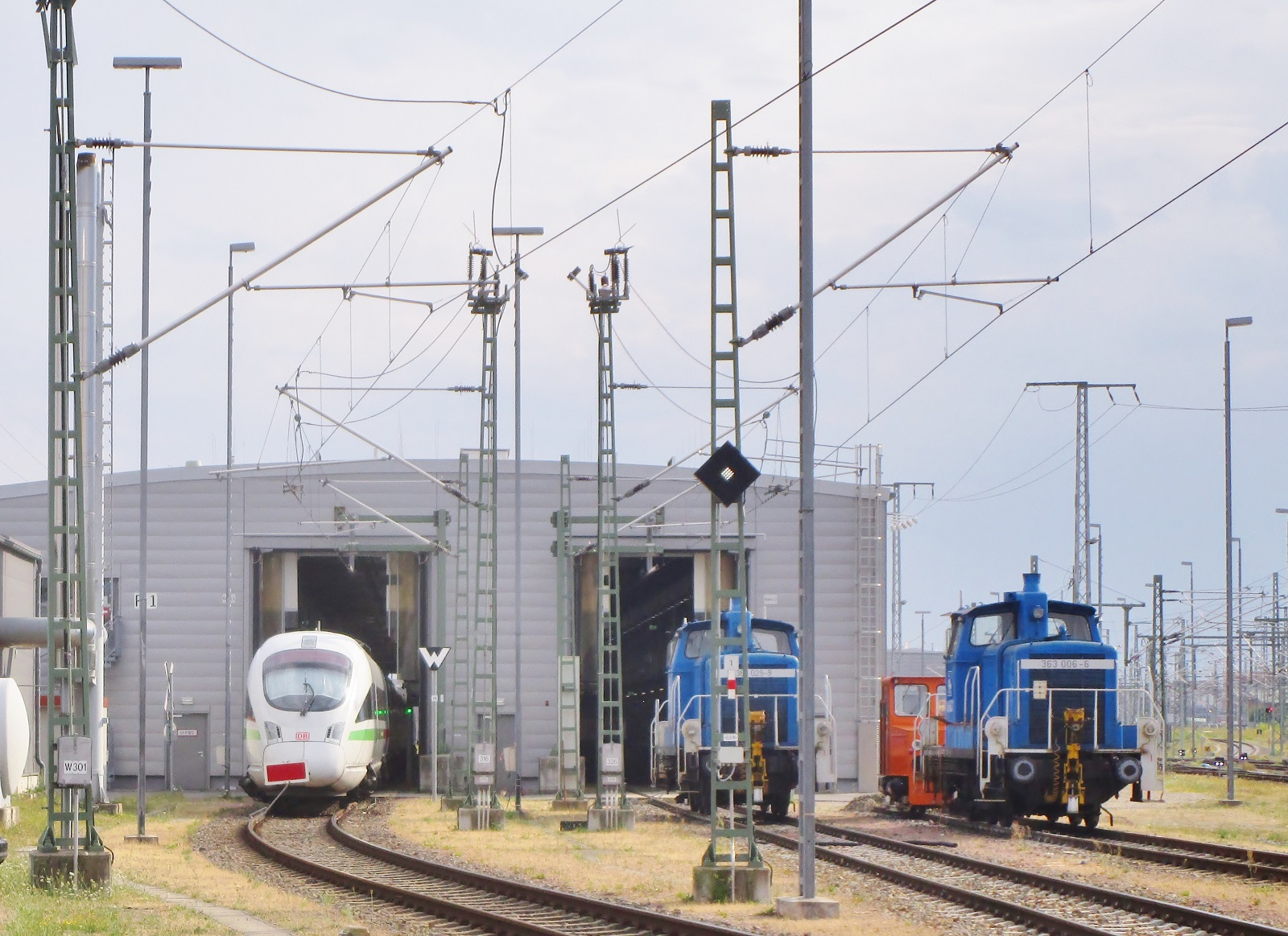
Stirnseite des ICE-Werks Leipzig

Im Dezember 2005 beschloss der Vorstand der Deutschen Bahn die Errichtung eines ICE-Werks in Leipzig. Im Sommer 2007 lief die Baufeldfreimachung im Bereich der bisherigen Ortsgüteranlagen des Berliner Bahnhofes und des ehemals preußischen Bahnbetriebswerkes Leipzig Hbf West an. Mitte April 2008 begannen an der Rackwitzer Straße in Leipzig die Bauarbeiten für das zukünftige Werk. In einer zweigleisigen, 225 Meter langen Halle werden seit Dezember 2009 insbesondere ICE-T-Züge, aber auch Intercity-Wagen, instand gehalten. Die Gesamtinvestitionen belaufen sich auf 27,5 Millionen Euro. Bis zu acht ICE-Triebzüge erhalten hier je Nacht kleinere Reparaturen, langfristig sind auch größere Arbeiten vorgesehen, darunter der Wechsel von Neigetechnik-Modulen. Darüber hinaus sollten 30 Mitarbeiter in der Verwaltung beschäftigt werden, 20 weitere für Reinigung und Versorgung. Das Werk wurde 2009 in Betrieb genommen. Die Zahl der Mitarbeiter wurde bis Anfang 2011 um 30 auf 150 erhöht.
Ende Januar 2011 kündigte die Deutsche Bahn an, das Werk bis 2016/2017 um ein drittes Gleis zu erweitern. In den 250 Meter langen Erweiterungsbau sollen elf Millionen Euro investiert werden.
Seit Dezember 2015 werden hier auch die 26 Doppelstock-Intercity-Züge aus einer Lokomotive der Baureihe 146.5 und fünf Doppelstockwagen unterhalten. Beim Umbau des Berliner Bahnhofes für die Einbindung der Schnellfahrstrecke Eltersdorf–Leipzig in den Jahren 2016 bis 2018 wurden deren Stammgleise nach Westen neben die der Bahnstrecke Trebnitz–Leipzig aus Richtung Berlin verschoben, damit konnte die Hallesche Gruppe (Zugbildungs- und Behandlungsanlage Nord) unmittelbar mit dem Bw verbunden werden.
Anfang 2025 beschäftigte das Werk rund 300 Mitarbeiter.

### München
Am 18. Mai 1993 ging in München das zweite ICE-Werk, auf dem Gelände des Betriebswerks München 1 in Betrieb. Seine Errichtung wurde notwendig, um die Züge der neuen, am 23. Mai 1993 eröffneten, ICE-Linie Berlin/Bremen–München warten zu können. Mit der damit einhergehenden Erweiterung der ICE-1-Flotte von 41 auf 60 Triebzüge waren die Kapazitäten im bis dahin einzigen ICE-Betriebswerk Hamburg-Eidelstedt nicht mehr ausreichend gewesen. Ursprünglich sollten die ICE-1-Züge dabei in München nur kleinere Reparaturen erhalten, während größere Wartungs- und Instandhaltungsarbeiten nur in Hamburg erfolgen sollten.
Der Planungsauftrag für das Werk war Mitte 1991 an die Bundesbahndirektion München vergeben, die Baufeldfreimachung begann im November 1991. Bis Mitte 1992 war die rund einen halben Kilometer lange Baugrube ausgehoben, am 29. Juli wurde der Grundstein gelegt, am 20. April 1993 wurde das Richtfest gefeiert. Die 455 Meter lange und 120 Millionen D-Mark teure Halle nahm auf einer Breite von 20 Metern zunächst zwei Gleise auf. Das Werk wurde später auf sechs Gleise erweitert. Die geplanten Kosten für die letztlich 440 m lange, 50 m breite und 14 m hohe Anlage wurden bei der Grundsteinlegung mit etwa 300 Millionen DM angegeben, die Fertigstellung war bis Ende 1994 geplant.
Am 30. November 1994 wurde dabei das Richtfest für den zweiten Bauabschnitt gefeiert.
Seit dem Fahrplanwechsel im Mai 1998 können auch RIGA-Garnituren in dem Werk gewartet werden.
Alle 43 ICE-T-Triebzüge waren, seit ihrer Erstauslieferung 1999, zunächst in München beheimatet. Nachdem die ab 2000 ebenfalls in den regulären Betrieb gegangenen ICE-3-Triebzüge ebenfalls in München stationiert wurden, war die Kapazität des Werks erschöpft. Zum 1. Juni 2000 wurden die Beheimatung der ICE-2-Züge nach Berlin übertragen. Die im Schweiz-Verkehr eingesetzten ICE-T-Züge der Baureihe 411 waren anschließend in Frankfurt am Main beheimatet, während die in Deutschland und Österreich zugelassenen ICE-T-Triebzüge der Baureihe 411 weiterhin in München beheimatet blieben.
Zukünftig sollen auch ICE-4-Triebzüge in München gewartet werden. Eine entsprechende Erweiterung der Kapazitäten war Anfang 2016 in der Planungsphase.

### Neumünster (verworfen)
Die Deutsche Bahn kündigte im Mai 2023 an, von 2027 bis Ende 2028 ihr Instandhaltungswerk in Neumünster um rund 320 Millionen Euro für die Instandhaltung der Lokomotiven und Reisezugwagen des ICE L auszubauen. Die Planungen sahen vor, ab 2029 die große Instandhaltung wie Revisionenen speziell der Wagen und der Fahrwerke durchzuführen. Nach einer bundesweiten Überprüfung der Auslastung und geplanten Investitionen in ihre Werke für die schwere Instandhaltung gab die DB im Mai 2024 bekannt, auf den geplanten Ausbau zu verzichten. Sie begründete dies durch eine Verjüngung der Fernverkehrsflotte, durch die immer mehr Arbeiten aus der schweren Instandhaltung, für die Züge mitunter mehrere Wochen stillstünden, in regelmäßige nächtliche Werkstattaufenthalte verlagert werden könnten. Der Ausbau in Neumünster sei daher nicht mehr notwendig.

### Nürnberg (verworfen)
In Nürnberg sollte bis 2028 ein neues ICE-Werk entstehen. Geplant war eine 450 Meter lange Halle, in der täglich bis zu 25 Züge behandelt werden. Vorgesehen waren sechs Behandlungsgleise mit einer Nutzlänge von je 412 m. Auf einem ca. 5,5 km langen Gelände waren ca. 24 Gleise vorgesehen.
Auf dem rund 460.000 Quadratmeter großen Betriebsgelände, das nach Planungsstand 2020 etwa 400 Millionen Euro kosten sollte, sollten sich circa 450 Mitarbeiterinnen und Mitarbeiter vorrangig um die Instandhaltung der ICE-4-Triebzüge kümmern. Für den Standort Nürnberg sprachen laut Ronald Pofalla die zentrale Lage der Stadt als Bahnknotenpunkt.
Das Werk sollte nach ursprünglichen Angaben Eingriffe in den Reichswald bedeuten. An dem von der DB bevorzugtem Standort in Fischbach hätten 46 Hektar Wald, teilweise Bannwald, gerodet werden müssen. Als ökologische Ausgleichsfläche sollten 300 Hektar Staatswald als Naturwald ausgewiesen werden. Nach Angaben vom April 2021 wurden neun Standorte geprüft. Im September 2021 teilte die DB mit, sechs der neun Standorte seien ungeeignet. Einzig drei Standorte entlang der Schnellfahrstrecke Nürnberg–Ingolstadt wurden weiter verfolgt: Gebiete der Muna Feucht, südlich der Muna sowie bei Harrlach. Bis Frühjahr 2022 sollte der am besten geeignete Standort feststehen und anschließend für diesen die Planung erstellt werden. Das Werk sollte nicht weiter als 25 Minuten Fahrzeit von Nürnberg Hauptbahnhof entfernt sein. Am 11. Februar 2022 reichte die DB die 2000 Seiten umfassenden Unterlagen für das Raumordnungsverfahren ein. Das Raumordnungsverfahren wurde Anfang Mai 2022 eingeleitet. Die Einwendungsfrist lief bis 30. Juni 2022. Die Regierung von Mittelfranken schloss das Raumordnungsverfahren im Februar 2023 ab. Ein Standort am Gebiet der Muna wurde dabei „nur unter Beachtung umfangreicher Maßgaben“ als raumverträglich eingestuft, die anderen beiden untersuchten Standorte als nicht raumverträglich. Am 13. April 2023 gab die Deutsche Bahn bekannt, keine geeignete Fläche für das Werk gefunden zu haben. Der letzte verbliebene Standort habe „angesichts einer ökologisch hochwertigen und geschützten Fläche keine Erfolgsaussichten auf eine Baugenehmigung für ein neues Instandhaltungswerk“. Die Deutsche Bahn kündigte an, alternative Optionen zu prüfen, laut Medienberichten die Errichtung eines Werks im Raum Karlsruhe.

### Stahnsdorf (verworfen)
Ein spätestens seit 2022 geplantes ICE-Werk in Stahnsdorf, südlich von Berlin, soll nicht mehr realisiert werden, wie die Deutsche Bahn im Oktober 2024 mitteilte. Laut einer Bürgerinitiative seien unter anderem 20 Abstellgleise und Waschanlagen vorgesehen gewesen.